# 阿丰索·埃沃拉
阿丰索·埃沃拉（葡萄牙語：Affonso Évora，1918年8月29日—2008年8月2日），生于里约热内卢，巴西男子篮球运动员。他曾代表巴西获得1948年夏季奥运会篮球比赛男子铜牌。他于2008年在彼得罗波利斯去世。